# ジェシカ・ムルジック
ジェシカ・アン・ムルジック（Jessica Ann Mruzik、2002年6月15日 - ）は、アメリカ合衆国の女子バレーボール選手。アメリカ代表。

## 来歴

### クラブチーム
ミシガン州リボニア出身。2020年、ミシガン大学へ進学し、3年間プレーした。2023年、ペンシルベニア州立大学へ編入し、2024年のNCAA女子バレーボール選手権では優勝へ導き、自身はベストアウトサイドヒッター賞を受賞した。2024年12月、2024/25シーズンから新設されたLOVBに参戦することが発表され、ヒューストン所属となった。

### 代表チーム
アンダーカテゴリーの代表として、2018年、U-18北中米選手権で金メダルを獲得し、MVPとベストアウトサイドヒッター賞を受賞。2019年、U-18世界選手権に出場し金メダルを獲得し、MVPを受賞した。2024年、シニア代表に初選出され、NORCECAファイナル6パンアメリカンカップでデビューした。

## 受賞歴
- 2018年 - U-18北中米選手権 MVP、ベストアウトサイドヒッター賞
- 2019年 - U-18世界選手権 MVP
- 2024年 - NCAA女子バレーボール選手権 ベストアウトサイドヒッター賞

## 所属クラブ
- ミシガン大学（2020-2023年）
- ペンシルベニア州立大学（2023-2025年）
- LOVBヒューストン（2024年-）